# Грандвью (тауншип, Миннесота)
Грандвью (англ. Grandview) — тауншип в округе Лайон, Миннесота, США. На 2000 год его население составило 317 человек.

## География
По данным Бюро переписи населения США площадь тауншипа составляет 91,1 км², из которых 91,1 км² занимает суша, a вода составляет 0,03 %.

## Демография
По данным переписи населения 2000 года здесь находились 317 человек, 100 домохозяйств и 80 семей. Плотность населения —  3,5 чел./км². На территории тауншипа расположено 104 постройки со средней плотностью 1,1 построек на один квадратный километр. Расовый состав населения: 98,42 % белых и 1,58 % приходится на две или более других рас.  Испанцы или латиноамериканцы любой расы составляли 0,63 % от популяции тауншипа.
Из 100 домохозяйств в 40,0 % воспитывались дети до 18 лет, в 69,0 % проживали супружеские пары, в 5,0 % проживали незамужние женщины и в 20,0 % домохозяйств проживали несемейные люди. 19,0 % домохозяйств состояли из одного человека, при том 5,0 % из — одиноких пожилых людей старше 65 лет. Средний размер домохозяйства — 3,17, а семьи — 3,60 человека.
34,7 % населения — младше 18 лет, 9,8 % — в возрасте от 18 до 24 лет, 26,2 % — от 25 до 44, 20,8 % — от 45 до 64, и 8,5 % — старше 65 лет. Средний возраст — 30 лет. На каждые 100 женщин приходилось 111,3 мужчин. На каждые 100 женщин старше 18 приходилось 109,1 мужчин.
Средний годовой доход домохозяйства составлял 46 000 долларов, а средний годовой доход семьи —  51 875 долларов. Средний доход мужчин —  33 125  долларов, в то время как у женщин — 25 536. Доход на душу населения составил 16 470 долларов. За чертой бедности находились 2,4 % семей и 3,3 % всего населения тауншипа, из которых 7,4 % старше 65 лет.